# Ton
Ton (tiếng Đức: Thun) là một đô thị ở tỉnh Trento ở vùng Trentino-Alto Adige/Südtirol của Ý, tọa lạc cách 20 km về phía bắc của Trento. Tại thời điểm ngày 31 tháng 12 năm 2004, đô thị này có dân số 1.228 người và diện tích là 26,4 km².
Ton giáp các đô thị: Taio, Cortaccia sulla strada del vino, Vervò, Denno, Roverè della Luna, Campodenno, Mezzocorona, Sporminore, Spormaggiore và Mezzolombardo.